# Ernest Haycox
Ernest James Haycox (Portland, 1 de octubre de 1899 - 13 de octubre de 1950) fue un escritor, novelista y cuentista estadounidense de ficción del viejo Oeste.

## Biografía
Hijo de William James Haycox y Martha Burghardt, recibió educación en las escuelas locales del estado de Washington y Oregon. Se alistó en el ejército de los Estados Unidos en 1915, estando destinado a lo largo de la frontera mexicana en 1916. Durante la Primera Guerra Mundial estuvo en Europa, y tras retornar, pasó un año en Reed College de Portland. En 1923, Haycox se graduó de la Universidad de Oregon con una licenciatura en periodismo, lugar donde también comenzó a escribir con el profesor W. F. G. Thatcher. En 1925, se casó con Jill M. Chord y tuvieron dos hijos.
Publicó dos docenas de novelas y alrededor de 300 cuentos, muchos de los cuales aparecieron por primera vez en revistas pulp a principios de la década de 1920. Durante las décadas de 1930 y 1940, fue colaborador habitual de Collier's Weekly desde 1931 y The Saturday Evening Post desde 1943. Entre los fanes de su trabajo se encontraban Gertrude Stein y Ernest Hemingway; este último escribió una vez: «Leo The Saturday Evening Post cada vez que Tiene una serie de Ernest Haycox».
Su historia Stage to Lordsburg (1937) se convirtió en la película Stagecoach (1939), dirigida por John Ford y protagonizada por John Wayne en el papel que lo lanzó al estrellato. La novela Trouble Shooter (1936), originalmente serializada en Collier's, fue la base de la película Union Pacific (1939), dirigida por Cecil B. DeMille, protagonizada por Barbara Stanwyck y Joel McCrea. Haycox escribió el guion de Montana (1950), dirigida por Ray Enright, protagonizada por Alexis Smith y Errol Flynn.
Haycox murió después de una cirugía de cáncer fallida en 1950, doce días después de cumplir 51 años, en Portland. En 2005, Western Writers of America votó a Haycox como uno de los 24 mejores autores de westerns del siglo XX.

## Obras seleccionadas
Nota: Muchas de las novelas e historias de Haycox han sido publicadas con más de un título. La lista que a continuación se muestra contiene los títulos de las publicaciones originales.

### Novelas
| - Free Grass (1928) - Chaffee of Roaring Hors (1929) - Whispering Range (1931) - Starlight Rider (1933) - Riders West (1934) - Rough Air (1934) - The Silver Desert (1935) - Trail Smoke (1936) - Trouble Shooter (1936) - Deep West (1937) | - Sundown Jim (1937) - Man in the Saddle (1938) - The Border Trumpet (1939) - Saddle and Ride (1940) - Rim of the Desert (1940) - Trail Town (1941) - Alder Gulch (1942) - Action by Night (1943) - The Wild Bunch (1943) | - Bugles in the Afternoon (1943—serialized in The Saturday Evening Post—Haycox's debut in that publication) - Canyon Passage (1945) - Long Storm (1946) - Head of the Mountain (1952) - The Earthbreakers (1952) - The Adventurers (1954) |

### Cuentos y novelas cortas
Década de 1920
Década de 1930
| - "The Killers" (1930-Una historia de Breedlove-Bowers) - "Pistol Gap" (1930) - "Son of the West" (1930) - "Dolorosa, Here I Come" (1931—aparecida por primera vez en Collier's) - "Crossfire" (1931) - "Manhunt" (1931) - "The Gun Singer" (1931) - "Old Tough Heart" (1931) - "Ride Out!" (1931) - "Smoke Talk" (1931) | - "McQuestion Rides" (1931) - "The Feudists" (1932) - "The Fighting Call" (1932) - "The Roaring Hour" (1932) - "Hang Up My Gun" (1932) - "Blizzard Camp" (1932) - "The Kid From River Red" (1932) - "Found Out" (1932) - "Breed of the Frontier" (1932) - "Farewell, Laramie, Farewell!" (1932) - "Their Own Lights" (1933) - "The Decision" (1933) | - "At Wolf Creek Tavern" (1933) - "The Hour of Fury" (1933) - "Gambler's Heart" (1933) - "Odd Chance" (1933) - "Their Own Lights" (1933—aka "Episode −1880–") - "Second-Money Man" (1933) - "Smoky Pass" (1934) (Una versión revisada de esta serie fue publicada como Riders West, por Doubleday Doran, y no como Rough Air, que es algunas veces atribuida) | - "Pride" (1934) - "The Man with Smoke Gray Eyes(1934) - "High Wind" (1935) - "Way Up the Bozeman" (1935) - "Make Me Believe" (1935) - "Against the Mob" (1935) - "Once and for All (1935) - "Born to Conquer" (1936—desde 1936 a 1942, las historias y novelas de Haycox aparecieron en Collier's) - "The Stranger" (1936) - "Proud People" (1936) - "Woman Hungry" (1937) | - "Stage to Lordsburg" (1937) - "Free Land" (1937) - "Scout Detail" (1938-Una historia Militar) - "This Woman and This Man" (1938-No es una historia del viejo oeste) - "Down the River" (1938) - "A Man Needs an Answer" (1938) - "An Interval in Youth" (1938) - "Blizzard" (1939) - "Fourth Son" (1939) - "The Long Years" (1939) - "A Girl Must Wait" (1939-No es una historia del viejo oeste) |

Década de 1940 y posterior
| - "The Drifter" (1940)(Collier's title for Haycox's novel The Rim of the Desert) - "The Silver Saddle" (1940) - "Change of Station" (1940) - "Room 515" (1940) - "On Don Jaime Street" (1940) - "Some Were Brave" (1940) (Later retitled "Land Rush" the first of the Land Rush stories. - "Dark Land Waiting" (1940) (The second Land Rush story.) - "The Claim Jumpers" (1940) (The third Land Rush story.) - "Weight of Command" (1940-a military story) - "Martinet" (1941-a military story) - "The Quarrel" (1941) | - "Dispatch for the General" (1942-a military story) - "Second Choice" (1942) - "Faithfully, Judith" (1942) (The fourth Land Rush story.) - "Always Remember" (1942) - "A Young Man's Fancy" (1942) - "Skirmish at Dry Fork" (1942) - "Time of Change" (1942) - "The Colonel's Choice" (1942-a military story) - "Deep Winter" (1943) (The fifth Land Rush story.) - "Paycheck" (1943) - "Only the Best" (1943) - "From the Tuality" (1943) - "At Anselm's" (1944) - "Departure" (1946) - "Snow in the Canyon" (1948) | - "Mrs. Benson" (1948) - "Custom of the Country" (1948) - "Dead-Man Trail" (1948) - "Night of Parting" (1948) - "Cry Deep, Cry Still" (Collier's November 28, 1948)--Story features the Mercy family. - "Call This Land Home" (Saturday Evening Post December 4, 1948)--Story features the Mercy family. - "Things Remembered" (1949) - "Violent Interlude" (Saturday Evening Post February 26. 1949)--Story features the Mercy family. - "Outlaw's Reckoning" (1949) - "The Land That Women Hate" (1949) - "The Inscrutable Man" (1951) |

### Colecciones de novelas cortas e historias
| - Outlaw (1939) - Murder on the Frontier (1942—These stories appeared in Collier's from June 1931 to February 1942.) - Pioneer Loves (1948) - Prairie Guns (1949) - The Last Rodeo (1949) - Rough Justice (1950) - By Rope and Lead (1951) - Rawhide Range (1952—Collects ten stories first published in Collier's between 1939 and 1949.) - Vengeance Trail (1955) - Winds of Rebellion (1955—Collects Haycox's Revolutionary War stories.) - Gun Talk (1956—Colección de seis hostorias pulp publicadas en Short Stories (revista pulp) entre 1927 y 1933.) - Brand Fires on the Ridge (1959) - The Feudists (1960) | - Best Western Stories (la edición de 1960 publicada por Bantam contiene Rough Justice, By Rope and Lead, Pioneer Loves y Murder on the Frontier. La edición de 1975 publicada por Signet contiene sólo Rough Justice y Murder on the Frontier.) - The Man From Montana (1964—Colección de 11 historias.) - Outlaw Guns (1964) - Sixgun Duo (1965) - Trigger Trio (1966) - Powder Smoke and Other Stories (1966) - Guns of Fury (1967) - Starlight and Gunflame (1973) - Frontier Blood (1974) - Burnt Creek: A Frontier Duo (1996—Colección de historias deBurnt Creek y "Red Knives", una serie de historias en el valle de Ohio) - New Hope (1998—Collects—The Roaring Hour—The Kid from Red River—The Hour of Fury—Haycox's New Hope Stories) |

### No ficción
- "A Persistent Writer's Success," The Writer, septiembre de 1922